# Osterley metróállomás
Az Osterley a londoni metró egyik állomása a 4-es zónában, a Piccadilly line érinti.

## Története
Az állomást 1934. március 25-én adták át a Piccadilly line és a District line megállójaként a megszűnő Osterley & Spring Grove állomás helyett. 1964. október 9-én a District line megszűnt a szakaszon.

## Forgalom
| Járat | Útvonal | Gyakoriság   |
| ----- | --- | ------------ |
|       | Cockfosters – Oakwood – Southgate – Arnos Grove – Bounds Green – Wood Green – Turnpike Lane – Manor House – Finsbury Park – Arsenal – Holloway Road – Caledonian Road – King’s Cross St. Pancras – Russell Square – Holborn – Covent Garden – Leicester Square – Piccadilly Circus – Green Park – Hyde Park Corner – Knightsbridge – South Kensington – Gloucester Road – Earl’s Court – Barons Court – Hammersmith – Turnham Green – Acton Town – South Ealing – Northfields – Boston Manor – Osterley – Hounslow East – Hounslow Central – Hounslow West – Hatton Cross (– tovább Heathrow felé) | 5 percenként |

## Átszállási kapcsolatok

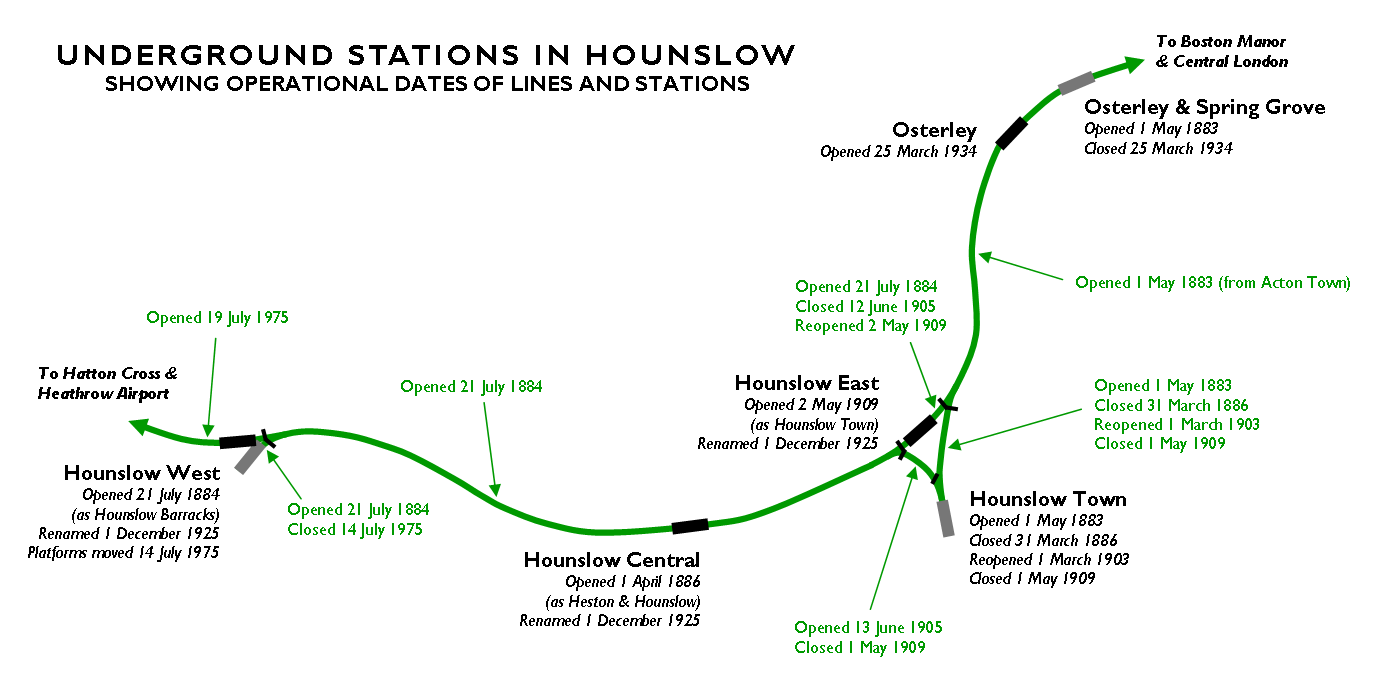
Az állomás és környéke

| Állomás  | Átszállási kapcsolatok  |
| -------- | ----------------------- |
| Osterley | Helyi buszok (Osterley) |

## Fordítás
- Ez a szócikk részben vagy egészben  az   Osterley tube station című angol Wikipédia-szócikk fordításán alapul.  Az eredeti cikk szerkesztőit annak laptörténete sorolja fel. Ez a jelzés csupán a megfogalmazás eredetét és a szerzői jogokat jelzi, nem szolgál a cikkben szereplő információk forrásmegjelöléseként.